# Бленкетінг
Бленкетінг або ефект ковдри (англ. blanketing effect, line-blanketing effect) — ефект посилення червоних або інфрачервоних областей зоряного спектру за рахунок інших областей із загальним послаблюючим впливом на весь спектр. Термін бере свій початок у статті астрофізика Едварда Артура Мілна 1928 року, в якій він використовувався для опису впливу астрономічних металів у зовнішніх областях зорі на її спектр. Назва виникла через те, що лінії поглинання діють як «ковдра», спричиняючи підвищення температури континууму спектру до рівня, який був би, якби цих ліній не було.
Астрономічні метали, які створюють більшість спектральних ліній поглинання зорі, поглинають частину випромінюваної енергії зорі (це явище називається ефектом блокування), а потім повторно випромінюють її на нижчій частоті як частину ефекту зворотного зігрівання. Поєднання обох цих ефектів призводить до того, що положення зір на діаграмі «колір-колір» зміщується в бік більш червоних ділянок із збільшенням частки металів у них. Таким чином, ефект покриття сильно залежить від металічності зорі, яка вказує на частку елементів, важчих за гелій, що входять до її складу.